# Ciclón Gombe
El ciclón Gombe fue un fuerte ciclón tropical del año 2022 que se convirtió en la primera tormenta en tocar tierra importante en la provincia de Nampula desde el Ciclón Jokwe en 2008. La octava tormenta tropical, el cuarto ciclón tropical y el cuarto ciclón tropical intenso de la temporada de ciclones del suroeste del Océano Índico de 2021–22. Gombe se originó a partir de una perturbación tropical ubicada frente a la costa de Madagascar. Esta área de convección fue designada por el Centro Conjunto de Alerta de Tifones como Invest 97S el 6 de marzo. Al día siguiente, comenzó a moverse lentamente hacia el oeste y ejecutó un bucle a medida que se organizaba más, lo que llevó a Meteo-France Reunion (MFR) a señalar el sistema como Zona de clima perturbado 09. El sistema se convirtió en depresión el 9 de marzo y se convirtió en tormenta tropical moderada el mismo día. Poco después de ser nombrado, Gombe tocó tierra en Madagascar y entró en el Canal de Mozambique al día siguiente. La tormenta continuó su movimiento hacia el oeste mientras se intensificaba lentamente, y el MFR la convirtió en ciclón tropical el 10 de marzo. Acercándose a la provincia de Nampula, la tormenta experimentó una rápida intensificación y pasó a ser el cuarto ciclón tropical intenso del año y alcanzó su máxima intensidad el 11 de marzo, con vientos máximos sostenidos de 165 km/h durante 10 minutos ( 105 mph), vientos sostenidos máximos de 1 minuto de 185 km/h (115 mph) . La tormenta procedió a tocar tierra y rápidamente perdió su convección sobre la tierra. El 12 de marzo, Gombe degeneró en un remanente terrestre bajo. Sin embargo, el sistema posteriormente giró hacia el sureste y resurgió sobre el agua, antes de regenerarse brevemente en una depresión tropical el 17 de marzo. Gombe se disipó más tarde ese día.
El ciclón Gombe ha matado al menos a 62 personas y ha afectado a más de 400.000 personas en Mozambique. Decenas de miles de hogares resultaron gravemente dañados por la tormenta en Mozambique y dejó a cientos de miles de familias sin electricidad en Nampula. Gombe afectó a miles de hectáreas de cultivos, dejó caer 200 mm (8 pulgadas) de lluvia en 24 horas. La Isla de Mozambique también experimentó algunos daños por la tormenta.

## Consecuencias

### Mozambique
El Instituto Nacional para la Gestión y la Reducción del Riesgo de Desastres abrió 39 centros para 23.994 personas desplazadas y, justo después de que pasó la tormenta, se distribuyeron unas 360 toneladas de artículos esenciales. Estos centros se construyeron con Adobe, que no puede soportar lluvias intensas. Los trabajadores de la salud informaron un aumento de casos de malaria y enfermedades transmitidas por el agua entre los afectados. La tormenta también afectó mucho a los afectados por el o n crisis humanitaria en curso en la sección norte del país, y los recursos inmediatos solo podrían ayudar a unas 100.000 personas.